# Música para a Venezuela: Ajuda e Liberdade
Música para a Venezuela: Ajuda e Liberdade (em espanhol: Música por Venezuela: Ayuda y Libertad, em inglês: Venezuela Aid Live) foi um concerto beneficente organizado por Richard Branson em fevereiro de 2019 em Cúcuta, uma cidade fronteiriça na Colômbia, O seu slogan é "Deixe as estrelas brilharem para todos". O evento aconteceu em 22 de fevereiro de 2019. O seu site o descreve o show como "histórico".

## Organização
Branson anunciou em 14 de fevereiro de 2019 o concerto, se inspirando em Juan Guaidó e Leopoldo López pedindo a ajuda humanitária para a Venezuela durante a crise presidencial na Venezuela em 2019. O concerto, realizado em 22 de fevereiro, é inspirado no Concerto para Bangladesh e no Live Aid. O concerto ocorreu em Cúcuta, na rotatória de San Martín, a uma curta distância da Ponte Internacional Simón Bolívar.
Outros organizadores do concerto são os empresários Ricardo Leyva e Bruno Ocampo. Eles disseram à revista Billboard que o show será inteiramente financiado por doações.

### Finalidade
Branson diz que o evento está sendo realizado para arrecadar dinheiro para ajuda na Venezuela, para pressionar o governo de Nicolás Maduro a permitir que a ajuda humanitária atualmente financiada por vários países e armazenada em Cúcuta seja distribuída dentro da Venezuela,  e aumentar a conscientização sobre a crise na Venezuela . Ele pediu doações para atingir "US $ 100 milhões em 60 dias". Isso foi reportado erroneamente por algumas fontes (por exemplo, a revista IQ) como seis dias.
A Billboard informou que o show é para arrecadar fundos, conscientização e promover a abertura da fronteira. O site espanhol do show lista cinco grupos gerais da Venezuela que o show tem como objetivo "ajudar" crianças que passam fome todos os dias, avós deixados para morrer nas ruas devido à falta de bem-estar, pais que trabalham duro e ainda conseguem prover jovens injustamente perseguidos e a humanidade merecedora de uma vida em paz. Em uma declaração da Virgin, Branson critica o "regime" de maduro por recusar a ajuda. 
Um comunicado de imprensa da Venezuela Aid Live disse que todo o dinheiro doado para a causa seria dado em ajuda humanitária para o povo da Venezuela. 

## Atos

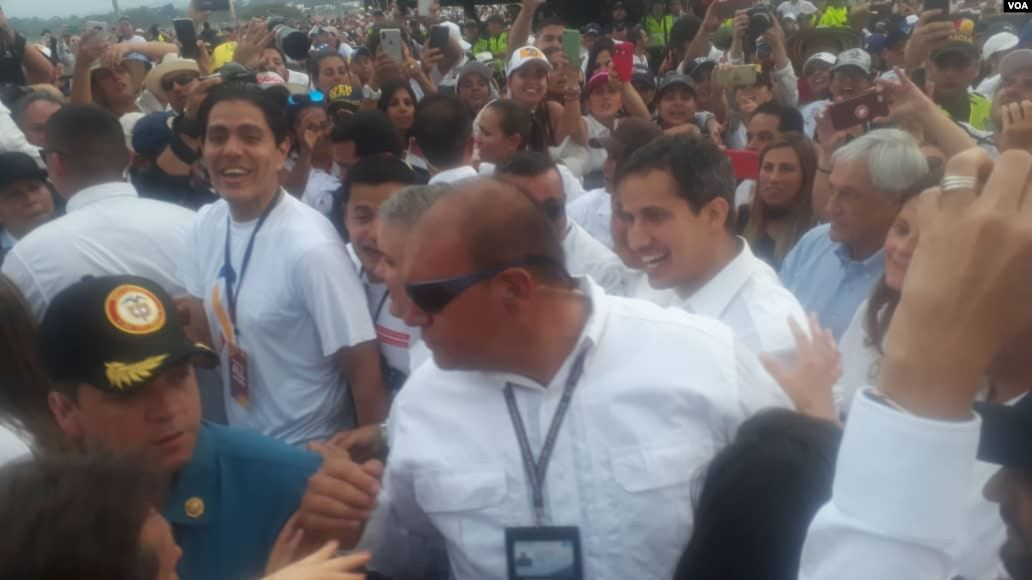
Juan Guaidó no evento.

Os artistas colombianos Danny Ocean, Juanes, Carlos Vives, Lele Pons, Maluma, Nacho e Fonseca irão se apresentar, assim como o internacionalmente aclamado artista porto-riquenho Luis Fonsi e a brasileira Anitta. Ricardo Montaner está confirmado para apresentar, o dominicano Luis Guerra e o venezuelano José Luiz Rodríguez "El Puma". Branson irá se juntar a alguns no palco. As portas abrem às 11:00, hora local, para o "show macro", com as apresentações começando às 18:00, com duração de sete horas.

## Concerto de Maduro
O governo de Maduro respondeu dizendo que realizará seu próprio concerto chamado "Mãos Fora da Venezuela" na Ponte Internacional Simón Bolívar em 22 e 23 de fevereiro. O ministro da Informação, Jorge Rodríguez, disse que o governo distribuirá 20.000 caixas de alimentos subsidiados do Comitê Local de Abastecimento e Produção (CLAP) para os moradores pobres de Cúcuta.

Guaidó caracterizou esse anúncio como uma piada cínica, dizendo: "...para ridicularizar as necessidades do povo venezuelano desta maneira, você tem que ser muito cínico" para levar comida à Cúcuta durante a crise humanitária da Venezuela.